# Vannimai
Vannimai, les « chefferies » Vanni étaient des entités féodales dirigées par des chefs locaux, des roitelets, au sud de la péninsule de Jaffna, dans les actuelles province du Nord, du Centre Nord, et de l'Est de l'État du Sri Lanka.
Ces chefferies apparurent vers le XIIe siècle après l'effondrement du royaume cingalais classique. C'étaient des zones faiblement peuplées, dirigées par des chefs qui se nommaient eux-mêmes Vanniar, dont les origines étaient diverses, tant sur le plan ethnique qu'en ce qui concernait la caste. Leur influence se ressent sur le langage et la façon de parler des populations locales.